# Adrian Hoven
Adrian Hoven (eigentlich Wilhelm Arpad Peter Hofkirchner; * 18. Mai 1922 in Wöllersdorf, Niederösterreich; † 8. April 1981 in Tegernsee) war ein österreichischer Schauspieler, Regisseur und Filmproduzent. Er arbeitete auch unter den Pseudonymen Percy Parker und Percy G. Parker.

## Leben

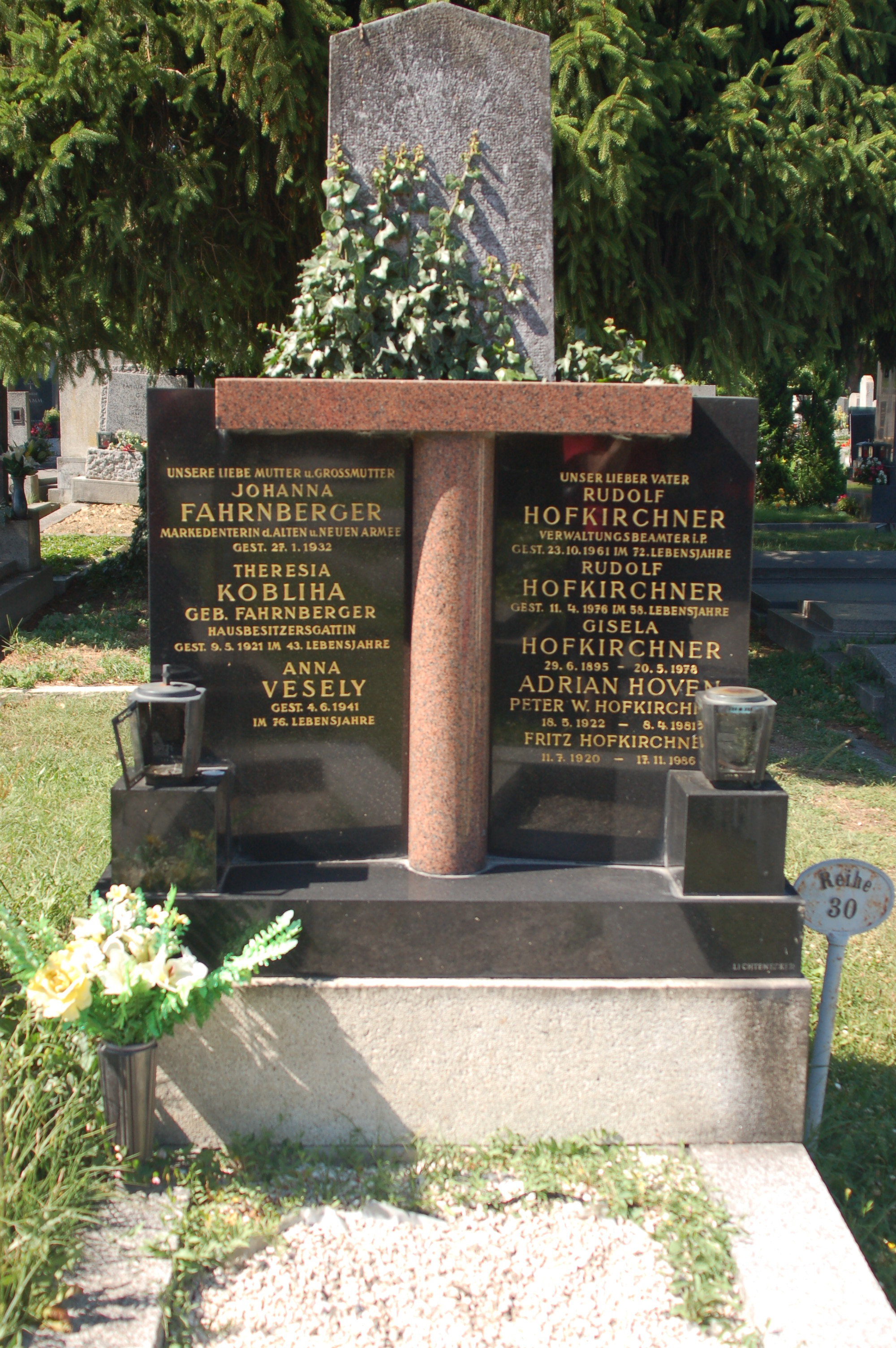
Grabmal von Adrian Hoven auf dem Ottakringer Friedhof

Der Sohn des Verwaltungsbeamten Rudolf Hofkirchner und seiner Ehefrau Gisela, geborene Fahrnberger, verbrachte seine Jugend hauptsächlich in Tirol, wo die Großeltern ein Hotel betrieben. Hoven begann nach der Matura zunächst ein Maschinenbaustudium und arbeitete als Werkflugschüler bei Messerschmitt. Als Fallschirmjäger wurde er während des Krieges in Nordafrika schwer verwundet. 1943 hatte er einen Statisteneinsatz in dem Unterhaltungsfilm Quax in Afrika mit Heinz Rühmann.
Nach dem Krieg entschied er sich für den Schauspielerberuf. Er arbeitete als Darsteller an mehreren Berliner Theatern, darunter am Renaissance-Theater und am Theater am Schiffbauerdamm. Schließlich wurde er vom Regisseur Helmut Weiss für den Film entdeckt. Mit der in der Zirkuswelt spielenden Produktion Tromba begann er eine rasche Karriere als typischer jugendlicher Held und Liebhaber im Kino der 1950er Jahre. Hoven spielte ebenso in Heimat- (neben Uschi Glas in Waldrausch), Kriegs- (Canaris) und Kriminalfilmen (Inside Out neben Telly Savalas und James Mason, Tatort) wie im Neuen Deutschen Film unter Rainer Werner Fassbinder (Welt am Draht, Angst vor der Angst, Faustrecht der Freiheit, Despair – Eine Reise ins Licht, Berlin Alexanderplatz und Lili Marleen).
Im Jahr 1965 gründete Hoven zusammen mit Pier A. Caminneci die Produktionsfirma Aquila Film Enterprises (München und Berlin) und realisierte seinen ersten eigenen Film als Regisseur, Autor und Produzent: In dem psychologisch angehauchten Krimi Der Mörder mit dem Seidenschal flieht ein kleines Mädchen (Susanne Uhlen in ihrem Filmdebüt) vor dem Mörder seiner Mutter, der es als Zeugin seines Verbrechens beseitigen will. Nachdem der Film kein großer finanzieller Erfolg wurde, verlegte sich Hoven in der Folgezeit aufs Horror- und Erotikfach, wo er große geschäftliche Erfolge (sogar im Ausland) erzielen konnte. 1966 produzierte er Jess Francos sadomasochistische Erotikfantasie Necronomicon – Geträumte Sünden, die Fritz Lang lobende Worte entlockte.
Hoven war dreimal geschieden und zuletzt mit der Kunsthändlerin Sabine Helms liiert. Einer seiner drei Söhne ist der Maler Percy Hoven, der ebenfalls als Schauspieler sowie als Moderator arbeitete.
Adrian Hoven starb nach einem Herzinfarkt. Er wurde am Ottakringer Friedhof (Gruppe 20, Reihe 30, Nummer 8) in Wien im Familiengrab beigesetzt. In Wöllersdorf erinnert noch heute die Adrian Hoven-Straße an ihn.

## Filmografie (Auswahl)
- 1943/47: Quax in Afrika
- 1947: Herzkönig
- 1949: Tromba
- 1949: Der Bagnosträfling
- 1949: Wer bist du, den ich liebe?
- 1950: So sind die Frauen
- 1950: Epilog – Das Geheimnis der Orplid
- 1950: Föhn
- 1951: Dr. Holl
- 1951: Das seltsame Leben des Herrn Bruggs
- 1951: Maria Theresia
- 1951: Gefangene Seele
- 1951: Heimat, Deine Sterne
- 1952: Das weiße Abenteuer
- 1952: Saison in Salzburg
- 1952: Alle kann ich nicht heiraten
- 1952: Ich hab’ mein Herz in Heidelberg verloren
- 1952: Karneval in Weiß
- 1952: Hannerl
- 1953: Ehe für eine Nacht
- 1953: Hurra – ein Junge!
- 1953: Sterne über Colombo
- 1954: Die Gefangene des Maharadscha
- 1954: Meine Schwester und ich
- 1954: Große Star-Parade
- 1954: Die Stadt ist voller Geheimnisse
- 1954: Canaris
- 1954: Mädchenjahre einer Königin
- 1955: Ja, so ist das mit der Liebe (Ehesanatorium)
- 1955: Heimatland
- 1955: Ihr erstes Rendezvous
- 1955: Solange du lebst
- 1955: Die Drei von der Tankstelle
- 1956: Lügen haben hübsche Beine
- 1956: Pulverschnee nach Übersee
- 1956: Opernball
- 1956: … wie einst Lili Marleen
- 1956: Bonsoir Paris
- 1956: Kaiserjäger
- 1957: 2 Herzen voller Seligkeit
- 1957: Liane, die Tochter des Dschungels
- 1957: Scherben bringen Glück
- 1957: Die unentschuldigte Stunde
- 1957: Liane, die weiße Sklavin
- 1957: Wien, du Stadt meiner Träume
- 1958: Lilli – ein Mädchen aus der Großstadt
- 1958: Mädchen mit hübschen Beinen (Le belissime gambe di Sabrina)
- 1959: Rommel ruft Kairo
- 1959: Arzt aus Leidenschaft
- 1959: Wernher von Braun – Ich greife nach den Sternen
- 1960: Das Rätsel der grünen Spinne
- 1960: Die Insel der Amazonen
- 1960: Wir wollen niemals auseinandergehn
- 1960: Im weißen Rößl
- 1961: Ach Egon!
- 1961: Am Sonntag will mein Süßer mit mir segeln gehn
- 1961: So liebt und küßt man in Tirol
- 1962: Das Rätsel der roten Orchidee
- 1962: Die Post geht ab
- 1962: Alarm für Dora X (Fernsehserie, 10 Folgen)
- 1963: Sing, aber spiel nicht mit mir
- 1963: Die schwarze Kobra
- 1963: Mit besten Empfehlungen
- 1963: Allotria in Zell am See
- 1964: Der Fluch der grünen Augen
- 1964: Tim Frazer jagt den geheimnisvollen Mister X
- 1964: Die letzte Kugel traf den Besten (Aventuras del Oeste)
- 1965: Der Sohn von Jesse James (El hijo de Jesse James)
- 1966: Der Mörder mit dem Seidenschal (auch Drehbuch, Regie und Ko-Produktion)
- 1966: Die Haut des Anderen (Avec la peau des autres)
- 1967: Necronomicon – Geträumte Sünden (auch Produktion)
- 1967: Der Sarg bleibt heute zu (auch Ko-Produktion)
- 1968: Im Schloß der blutigen Begierde (nur Regie und Produktion)
- 1968: Sünde mit Rabatt
- 1969: Hexen bis aufs Blut gequält (auch Drehbuch und ungenannte Ko-Regie)
- 1969: Küß mich, Monster (Bésame monstruo) (auch Ko-Produktion)
- 1969: Rote Lippen – Sadisterotica (El caso de las dos bellezas)  (auch Ko-Produktion)
- 1970: Siegfried und das sagenhafte Liebesleben der Nibelungen (nur Regie und Ko-Produktion)
- 1972: Hamburg Transit (Fernsehserie; Folge Der letzte Auftritt)
- 1972: La pente douce
- 1973: Hexen – geschändet und zu Tode gequält (auch Regie und Ko-Drehbuch)
- 1973: Welt am Draht (Fernseh-Zweiteiler)
- 1973: Okay S.I.R. – Im Reich der Träume (Fernsehserie)
- 1974: Martha
- 1974: Pusteblume (nur Regie)
- 1974: Graf Yoster gibt sich die Ehre (Fernsehserie, Folge: Vier Herren spielen Poker)
- 1975: Faustrecht der Freiheit
- 1975: Angst vor der Angst (Fernsehfilm)
- 1975: Der Edelweißkönig
- 1975: Inside Out – Ein genialer Bluff (Inside Out)
- 1975: Schatten der Engel
- 1975: Bitte keine Polizei – Zwei falsche Gulden (Fernsehserie)
- 1976: Eierdiebe
- 1976: Satansbraten
- 1977: Waldrausch
- 1977: Halbe-Halbe
- 1978: Despair – Eine Reise ins Licht
- 1979: Das Ding (Fernseh-Zweiteiler)
- 1979: Götz von Berlichingen mit der eisernen Hand
- 1980: Car-napping – bestellt – geklaut – geliefert
- 1980: Tatort: Hände hoch, Herr Trimmel! (Fernsehreihe)
- 1980: Berlin Alexanderplatz (Fernseh-Miniserie)
- 1980: Lili Marleen
- 1981: Looping